# Барретт, Тим
Тимоти Эдвард Э. (Тим) Барретт (англ. Timothy Edward A. (Tim) Barrett; 16 марта 1948, Нассау — 20 января 2023) — багамский легкоатлет, выступавший в беге на короткие дистанции и тройном прыжке. Участник летних Олимпийских игр 1968 и 1972 годов, бронзовый призёр Центральноамериканского и Карибского чемпионата 1971 года, чемпион Центральноамериканских и Карибских игр 1966 года.

## Биография
Тим Барретт родился 16 марта 1948 года в багамском городе Нассау.
Выступал в легкоатлетических соревнованиях за клуб университета Южной Калифорнии «Троянс» из Лос-Анджелеса.
В 1966 году завоевал золотую медаль Центральноамериканских и Карибских игр в Сан-Хуане в тройном прыжке.
В том же году выступал на Играх Британской империи и Содружества наций в Кингстоне. Занял 5-е место в тройном прыжке с результатом 15,73 метра.
В 1967 году участвовал в Панамериканских играх в Виннипеге. В тройном прыжке занял последнее, 10-е место с результатом 14,40.
В 1968 году вошёл в состав сборной Багамских Островов на летних Олимпийских играх в Мехико. В тройном прыжке занял в квалификации 20-е место с результатом 15,79 — на 31 сантиметр меньше норматива, дававшего право выступить в финале.
В 1971 году завоевал бронзовую медаль Центральноамериканского и Карибского чемпионата в Кингстоне в тройном прыжке (15,32).
В том же году участвовал в Панамериканских играх в Кали. В тройном прыжке занял 5-е место (15,75). В эстафете 4х100 метров сборная Багамских Островов, за которую он выступал, заняла 6-е место (40,92 секунды).
В 1972 году вошёл в состав сборной Багамских Островов на летних Олимпийских играх в Мюнхене. В тройном прыжке занял в квалификации 27-е место с результатом 15,51 — на 59 сантиметров меньше норматива, дававшего право выступить в финале.

## Личный рекорд
- Тройной прыжок — 15,83 (1967)[2]